# 富昌乡
富昌乡，是中华人民共和国河北省保定市竞秀区下辖的一个乡镇级行政单位。

## 行政区划
富昌乡下辖以下地区：
束鹿园村、四台村、王七店村、小汲店村、耳七店村、富昌村、大祝泽村、前屯村、小汲村、二台村、吕七店村、李七店村、五里铺村、苑七店村、邵七店村和富昌屯村。